# Matt Elliott (calciatore)
Matthew Stephen Elliott, detto Matt (Wandsworth, 1º novembre 1968), è un allenatore di calcio ed ex calciatore scozzese, di ruolo difensore.

## Palmarès
- Coppa di Lega inglese: 1

Leicester City: 1999-2000